# Kenty
Kenty (en polonais : Kęty), est une ville située dans le powiat d'Oświęcim en voïvodie de Petite-Pologne en Pologne.
En 2004, la commune comptait 19 175 habitants.
Le nom de la ville vient du polonais Kąt (le coin). Sous le règne des Jagellons, la ville prit une expansion importante.
Le saint patron protecteur de la Pologne, Jean de Kenty est originaire de cette cité.